# Korpisaari (ö i Finland, Birkaland, Nordvästra Birkaland)
Korpisaari är en ö i Finland. Den ligger i sjön Vuorijärvi och i kommunen Parkano i den ekonomiska regionen  Nordvästra Birkalands ekonomiska region  och landskapet Birkaland, i den sydvästra delen av landet, 230 km nordväst om huvudstaden Helsingfors. Öns area är 1,8 hektar och dess största längd är 180 meter i sydöst-nordvästlig riktning.